# Чеснок (противоконное заграждение)

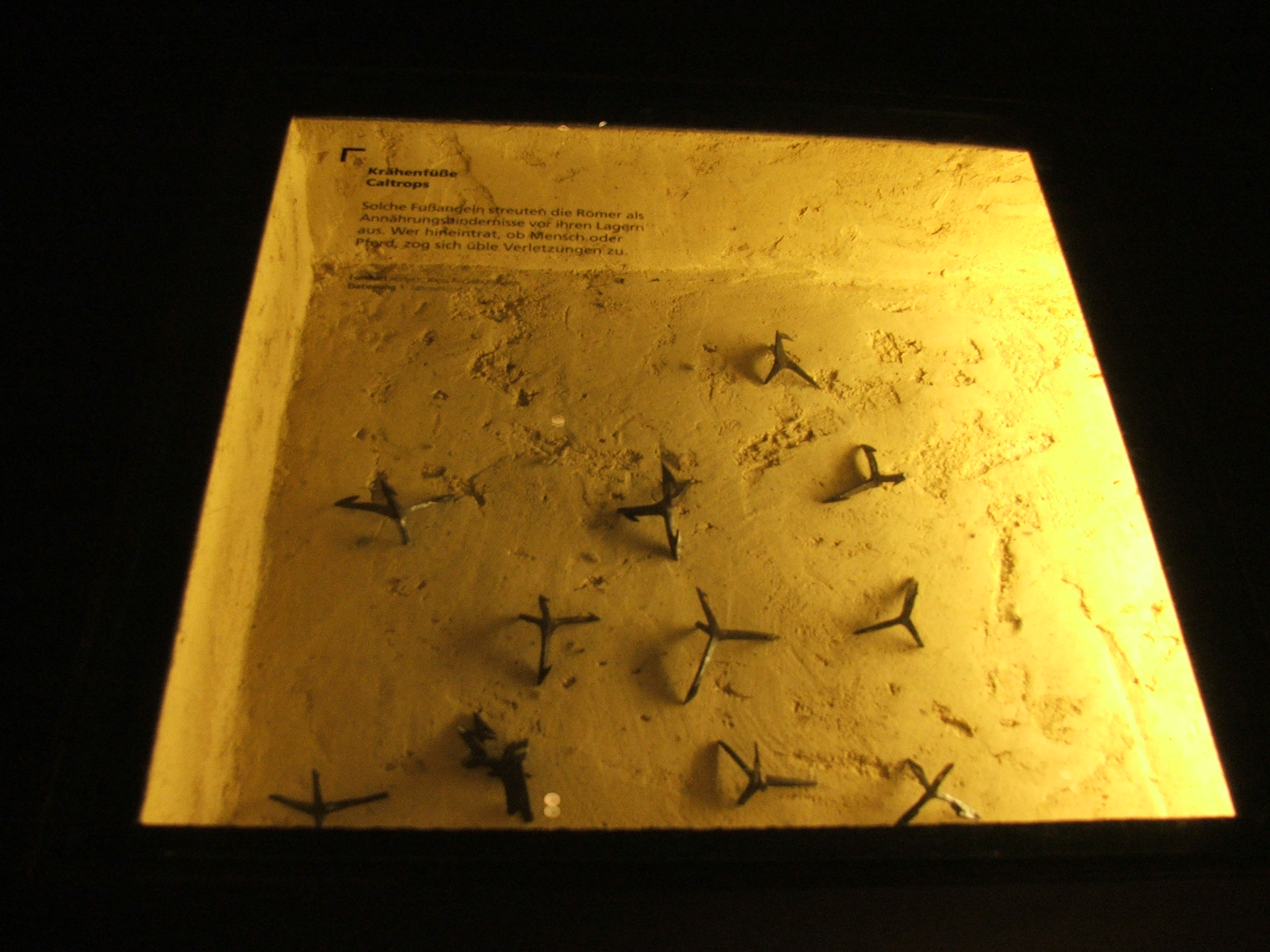
Древнеримский чеснок. Археологический музей Вестфалии-Липпе, Германия

Чесно́к (рогу́льки желе́зные, помётные или подмётные кара́кули, триболы, триволы, «Троицкий чеснок») — военное заграждение. Состоит из нескольких соединённых звездообразно острых стальных штырей, направленных в разные стороны. Если его бросить на землю, то один шип всегда будет направлен вверх, а остальные составят опору. В основном, у самого распространённого типа концы четырёх штырей соответствовали вершинам правильного тетраэдра. Заграждение из множества разбросанного чеснока было эффективно против конницы, применялось также против пехоты, боевых слонов и верблюдов. Длина каждого стержня около 5 сантиметров, толщина у основания 0,8-1 см. Стержни могут оканчиваться зазубринами, как рыболовные крючки.

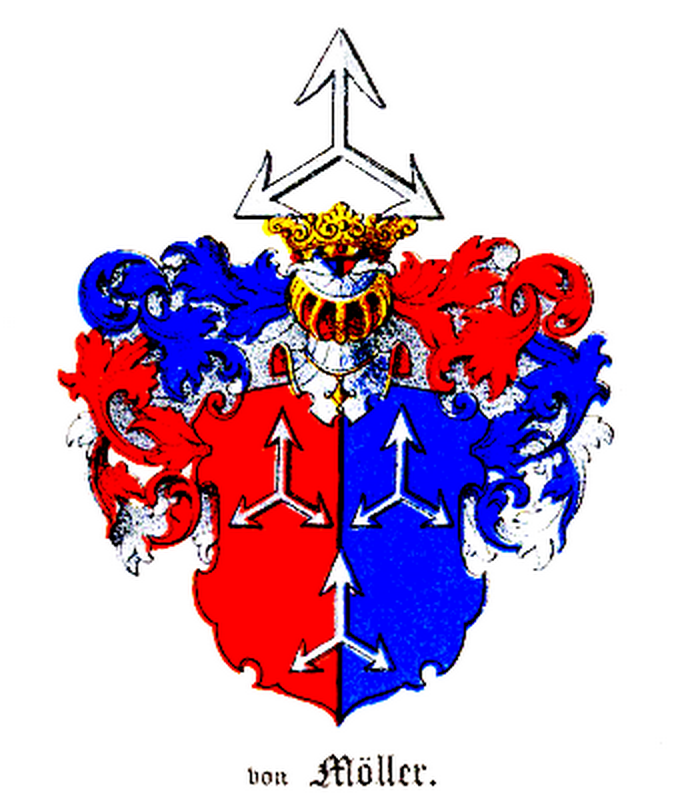
Герб рода Моллер

Весьма опасное, внушавшее страх кавалерии, приспособление «завоевало» право появляться в гербах иностранных дворян.

## История

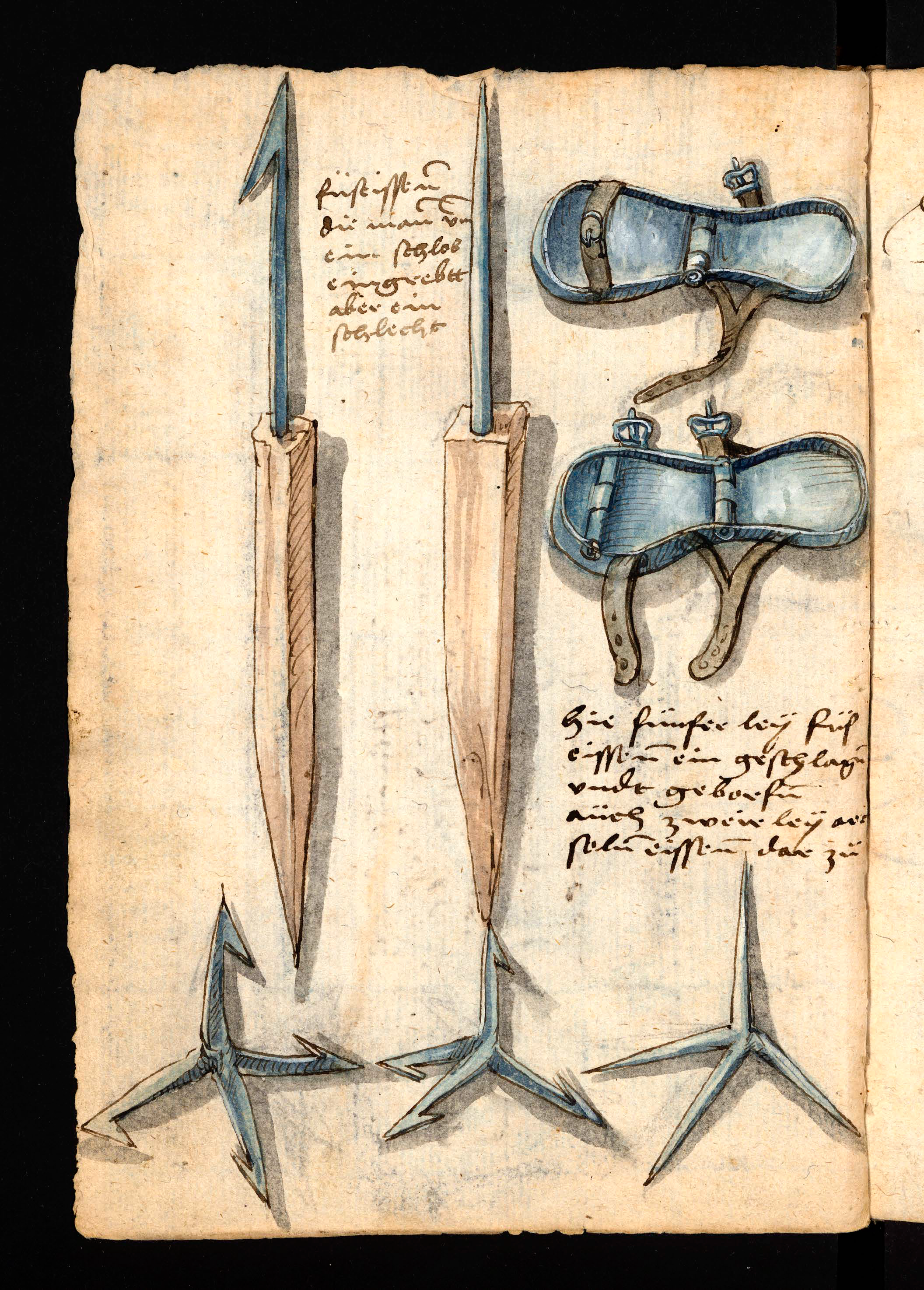
Различные виды чеснока и металлических подошв, которые можно подстегнуть под себя в качестве контрмеры из Кодекса Лёффельхольца, Нюрнберг 1505 г.

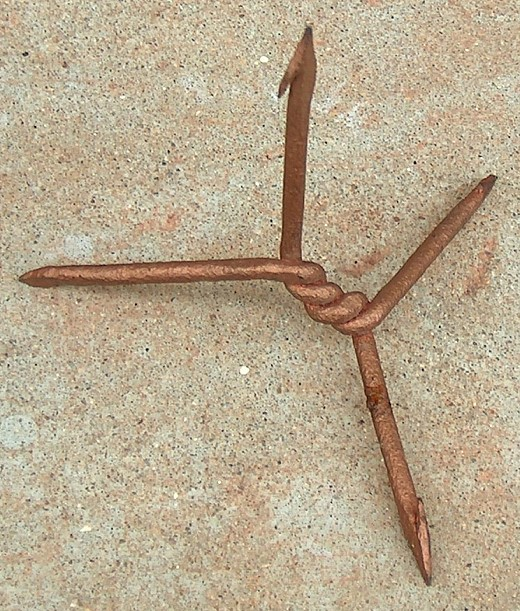
Чеснок, использовавшийся во Вьетнамской войне, 1968 г.

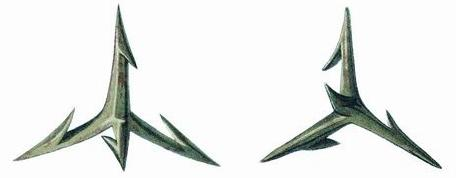
Чеснок арсенала Троице-Сергиевой Лавры

В Крыму археологи находят подобные устройства из кости, датируемые V веком до н. э. Позднее их делали из бронзы, ещё позже из железа. Железный чеснок использовался ещё Александром Македонским в битве при Гавгамелах (331 год до н. э. ).
Был применён шотландцами в битве при Бэннокберне в 1314 году.
Эффективно применялся в 1609, при обороне Троице-Сергиевого монастыря против польско-литовской кавалерии. Троицкие монахи дали рогулькам название троицала.
От 1644 года есть известие, что из Москвы было послано чугуевскому воеводе двадцать тысяч железных рогулек для разбрасывания их по пути следования крымских татар.
В Полтавской битве по флангам русской армии было выставлено 6 тыс. пудов чеснока. В Бородинском сражении было использовано уже 72 тыс. пудов чеснока (что предопределило, по одной из версий, отказ Наполеона от намерения послать конницу Понятовского в обход левого фланга русских). Почти всегда его применяли в качестве противоконного заграждения, но при достаточной плотности размещения чеснок мог замедлить и движение пехоты.
Русское название чеснок является искажённым производным от слова частик, обозначающего заграждение из рядов заострённых кольев. У сербов оно называется «лопух» (серб. чичак), у англичан — как разновидность васильков (англ. caltrop), у японцев — макибиси (яп. 撒菱), причём ниндзя использовали два вида макибиси — железные тэцубиси и тэннэнбиси из сушёных плодов водяного ореха. В Древнем Риме и Византии это приспособление называли «зубчатая сталь» (лат. Murex ferreus) или трибола (лат. tribulus).

## В настоящее время

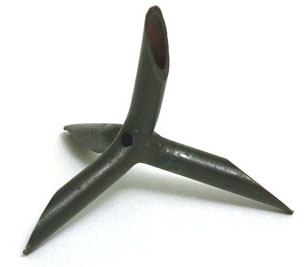
Американский вариант для прокалывания шин времён ВМВ.

Простые варианты могут быть скручены из проволоки наподобие шипов колючей проволоки либо изготовлены путём отрезания с колючей проволоки «колючек», но эффективность от них будет небольшая — только против пешего человека, идущего босиком или в непрочной обуви. Впрочем, такие «колючки», разбросанные в большом количестве (в среднем более одной на площадь, равную площади ступни), способны, вонзаясь в подошву и оставаясь в ней, замедлить продвижение даже человека, обутого в обувь с толстой подошвой. Во время войны во Вьетнаме американцы были вынуждены использовать ботинки со стальными пластинами в подошвах для защиты от выставляемых противником шипов. Ещё один вид подобного заграждения — доска со вбитыми в неё и торчащими вверх гвоздями.
Современные аналоги чеснока (именуемые также «ежами») используются в качестве противоавтомобильного заграждения для прокалывания шин. Штыри делаются полыми, чтобы сквозь них мог проходить воздух. «Ежи» часто используются как орудие забастовок и уличных беспорядков. Поэтому в некоторых странах изготовление «ежей» и владение ими запрещено.